# Pierluigi Di Piazza

Firma

Pierluigi Di Piazza (Tualis, 20 novembre 1947 – Zugliano, 15 maggio 2022) è stato un presbitero e attivista italiano.

## Biografia
Nato a Tualis (frazione di Comeglians, in Provincia di Udine) nel 1947, è noto soprattutto per il suo impegno per la pace e la nonviolenza. Insegnante dal 1973 al 2004, è stato ordinato presbitero nel 1975. Ha fondato a Zugliano il Centro di Accoglienza e di Promozione Culturale "Ernesto Balducci", associazione che offre un tetto a immigrati, profughi e rifugiati politici. Con il Centro ha svolto iniziative e progetti culturali, tra i quali un convegno annuale «con ospiti illustri da ogni parte del mondo come il Dalai Lama e il Nobel per la pace Adolfo Pérez Esquivel e dove erano di casa il filosofo Massimo Cacciari, il teologo Vito Mancuso e don Luigi Ciotti cui lo legava un'amicizia fraterna».
Di Piazza è stato promotore dell'apertura della Chiesa al matrimonio per i sacerdoti e al sacerdozio femminile.
Ha promosso ogni anno insieme a Libera un presidio davanti alla base aerea di Aviano a contestazione dell'incremento delle spese militari e del pericolo delle armi nucleari. È stato a fianco della famiglia di Giulio Regeni nell'impegno per la verità e la giustizia sulla vicenda di Giulio.
La sua azione pastorale si è ispirata a don Lorenzo Milani, al vescovo ora santo Óscar Romero e a padre Ernesto Balducci.
È stato giornalista, collaborando in particolare con Articolo 21, e autore di vari libri, tra i quali, nel 2012, Io credo. Dialogo tra un'atea e un prete, scritto assieme a Margherita Hack.
Dopo una breve malattia, è deceduto a Zugliano, frazione di Pozzuolo del Friuli, il 15 maggio 2022. I funerali si sono tenuti il 19 maggio nella Chiesa di San Vincenzo Martire a Tualis, alla presenza di mille persone; al termine delle esequie, Don Di Piazza è stato sepolto nel cimitero locale.
Pochi mesi dopo è stato pubblicato un suo volume autobiografico.

## Riconoscimenti
Nel 2002 ha ricevuto a Tarcento il premio Epifania «per l'impegno di solidarietà e di dialogo fra culture e religioni diverse». Dal 2004 è stato membro onorario della Commissione Interecclesiale Justicia y Paz di Bogotà. Nel 2006 ha ricevuto dall'Università degli Studi di Udine la laurea honoris causa in "Economia della solidarietà".

## Opere principali
- Pierluigi Di Piazza, Fuori dal tempio: la Chiesa al servizio dell'umanità, Roma/Bari, GLF editori Laterza, 2011, ISBN 978-88-420-9650-4.[8]
- Pierluigi Di Piazza e Margherita Hack, Io credo: dialogo tra un'atea e un prete, a cura di Marinella Chirico, Portogruaro, Nuovadimensione, 2012, ISBN 978-88-89100-77-6.[9]
- Pierluigi Di Piazza, Compagni di strada: in cammino nella chiesa della speranza, Roma/Bari, GLF editori Laterza, 2014, ISBN 978-88-581-1094-2.[8][10]